# Sara Balzer
Sara Balzer (* 3. April 1995 in Straßburg) ist eine französische Säbelfechterin.

## Erfolge
Sara Balzer gab im Mai 2013 ihr internationales Debüt beim Weltcup in Chicago. Sie vertrat Frankreich bei den Europaspielen 2015 in Baku, schied aber im Einzel bereits in der ersten Runde aus. Mit der Mannschaft verpasste sie als Vierte knapp eine Medaille. 2017 gewann sie in der Mannschaftskonkurrenz bei den Europameisterschaften in Tiflis mit Bronze schließlich ihre erste internationale Medaille.
Bei den 2021 ausgetragenen Olympischen Spielen 2020 in Tokio war Balzer Teil des französischen Aufgebots in der Mannschaftskonkurrenz und bildete mit Manon Brunet, Cécilia Berder und Charlotte Lembach ein Team. Mit 45:30 setzten sie sich in der Auftaktrunde gegen die US-amerikanische Équipe durch und im Halbfinale mit 45:39 gegen die italienische Mannschaft. Im Finale trafen die Französinnen auf die unter dem Namen „ROC“ antretende russische Mannschaft, der sie mit 41:45 unterlagen und letztlich als Zweite die Silbermedaille erhielten. 2022 wurde sie in Antalya mit der Mannschaft Europameisterin und sicherte sich im Einzel die Bronzemedaille. Bei den Weltmeisterschaften in Kairo erreichte sie im selben Jahr mit der Mannschaft Rang zwei.
Bei den Olympischen Spielen 2024 in Paris gewann Balzer die Silbermedaille im Einzel. Nach drei Auftaktsiegen besiegte sie im Halbfinale auch die Ukrainerin Olha Charlan mit 15:7. Im Finale traf sie auf ihre Landsfrau Manon Apithy-Brunet, gegen die sie sich mit 12:15 geschlagen geben musste. Mit der Mannschaft besiegten die Französinnen zunächst Algerien, unterlagen dann aber im Halbfinale Südkorea. Im Duell um Bronze verlor Balzer mit Manon Apithy-Brunet, Cécilia Berder und Sarah Noutcha gegen Japan mit 40:45 und verpasste als Vierte damit einen weiteren Medaillengewinn.
Nach ihrem Medaillengewinn bei den Olympischen Spielen 2020 erhielt sie das Ritterkreuz des Ordre national du Mérite.